# Carlos Bautista Ojeda
Carlos Bautista Ojeda (Linares, Jaén, 8 de enero de 1959) es un médico y político español.

## Biografía
Pertenecía al movimiento ¡BASTA YA!, muy crítico con la gestión de la Sanidad Andaluza por pate de los gestores anteriores.
Licenciado en medicina por la Universidad de Granada, amplió estudios sobre medicina deportiva en la Universidad de Córdoba y obtuvo un máster en alta dirección y gestión de empresas deportivas por la Universidad Complutense de Madrid y el Comité Olímpico Español.
En el ámbito político, es miembro del Partido Andalucista (PA) desde los años 1980, donde ha sido secretario de relaciones exteriores. Fue concejal del PA en Linares y en 1998 fue nombrado director del Instituto Andaluz del Deporte. Formó parte de la candidatura de Coalición Europea en las elecciones al Parlamento Europeo de 1999, obteniendo el escaño. De 1999 a 2003 se integró en el Grupo de Los Verdes / Alianza Libre Europea del Parlamento. Fue miembro de la Comisión de Agricultura y Desarrollo Rural y de la Delegación para las Relaciones con los Países del Magreb y la Unión del Magreb Árabe y ha destacado en la defensa de los derechos del colectivo LGBT.
Renunció al escaño en 2003 al ser nombrado delegado de la Consejería de Turismo y Deporte de la Junta de Andalucía en Málaga. Se presentó como candidato a las elecciones europeas de 2009, pero no fue elegido. En el ámbito artístico, sus obras como pintor se han expuesto en los salones EDUMAR de Linares, Espacio Tres de Málaga, ArtJaén 2007 y Centro Cultural de la Diputación de Málaga (2013), entre otros.
A mediados de 2017 creó, junto a otros compañeros, la plataforma de denuncia médica en la sanidad andaluza "¡Basta Ya!". En enero de 2019, tras dos años al frente de la plataforma, volvió a la política, siendo designado Delegado de Salud para la provincia de Málaga por el PP, que había entrado a gobernar por primera vez Andalucía.